# Rhynchozoon ardeolum
Rhynchozoon ardeolum är en mossdjursart som beskrevs av Ryland och Hayward 1992. Rhynchozoon ardeolum ingår i släktet Rhynchozoon och familjen Phidoloporidae. Inga underarter finns listade i Catalogue of Life.